# Amphoe Pha Khao
Amphoe Pha Khao (Thai: อำเภอ ผาขาว, Aussprache: ʔāmpʰɤ̄ː pʰǎː kʰǎːw, wörtlich: Landkreis der Weißen Klippe) ist ein Landkreis (Amphoe – Verwaltungs-Distrikt) im Osten der  Provinz Loei. Die Provinz Loei liegt im westlichen Teil der Nordostregion von Thailand, dem so genannten Isan.

## Geographie
Benachbarte Landkreise und Gebiete sind (von Süden im Uhrzeigersinn): die Amphoe Phu Kradueng, Nong Hin, Wang Saphung und Erawan in der Provinz Loei, sowie Amphoe Si Bun Rueang der Provinz Nong Bua Lamphu.

## Geschichte
Pha Khao wurde am 1. Januar 1988 zunächst als „Zweigkreis“ (King Amphoe) eingerichtet, indem die vier Tambon Pha Khao, Tha Chang Khlong, Non Po Daeng und Non Pa Sang vom Amphoe Phu Kradueng abgetrennt wurden. Am 3. November 1993 wurde er zum Amphoe heraufgestuft.

## Verwaltung

### Provinzverwaltung
Der Landkreis Pha Khao ist in 5 Tambon („Unterbezirke“ oder „Gemeinden“) eingeteilt, die sich weiter in 64 Muban („Dörfer“) unterteilen.
| Nr. | Name             | Thai      | Muban | Einw.  |
| --- | ---------------- | --------- | ----- | ------ |
| 1.  | Pha Khao         | ผาขาว     | 12    | 06.642 |
| 2.  | Tha Chang Khlong | ท่าช้างคล้อง | 14    | 10.821 |
| 3.  | Non Po Daeng     | โนนปอแดง  | 17    | 10.834 |
| 4.  | Non Pa Sang      | โนนป่าซาง  | 12    | 07.620 |
| 5.  | Ban Phoem        | บ้านเพิ่ม    | 09    | 05.613 |

### Lokalverwaltung
Es gibt zwei Kommunen mit „Kleinstadt“-Status (Thesaban Tambon) im Landkreis:
- Tha Chang Khlong (Thai: เทศบาลตำบลท่าช้างคล้อง) bestehend aus dem kompletten Tambon Tha Chang Khlong.
- Non Po Daeng (Thai: เทศบาลตำบลโนนปอแดง) bestehend aus dem kompletten Tambon Non Po Daeng.

Außerdem gibt es drei „Tambon-Verwaltungsorganisationen“ (องค์การบริหารส่วนตำบล – Tambon Administrative Organizations, TAO):
- Pha Khao (Thai: องค์การบริหารส่วนตำบลผาขาว) bestehend aus dem kompletten Tambon Pha Khao.
- Non Pa Sang (Thai: องค์การบริหารส่วนตำบลโนนป่าซาง) bestehend aus dem kompletten Tambon Non Pa Sang.
- Ban Phoem (Thai: องค์การบริหารส่วนตำบลบ้านเพิ่ม) bestehend aus dem kompletten Tambon Ban Phoem.